# آر جاي هنتر
آر جاي هنتر (بالإنجليزية: R. J. Hunter)‏ مواليد 24 أكتوبر 1993 في أوكسفورد، هو لاعب كرة سلة محترف أمريكي بدأ مسيرته الاحترافية في سنة 2015 حيث تم اختياره من قبل فريق بوسطن سيلتكس خلال الدرافت، يلعب مع فريق بوسطن سيلتكس في الرابطة الوطنية لكرة السلة ويحمل الرقم 28. يبلغ طوله 6 قدم 5 بوصة (2.0 م).

## إحصائيات المسيرة

### الموسم الاعتيادي
| السنة   | الفريق       | لعب | بدأ | دقيقة | ميداني% | ثلاثية | حرة  | ارتداد | صنع | استلاب | تصدي | نقطة |
| ------- | ------------ | --- | --- | ----- | ------- | ------ | ---- | ------ | --- | ------ | ---- | ---- |
| 2015–16 | بوسطن سيلتكس | 36  | 0   | 8.8   | .367    | .302   | .857 | 1.0    | .4  | .4     | .1   | 2.7  |
| المسيرة | المسيرة      | 36  | 0   | 8.8   | .367    | .302   | .857 | 1.0    | .4  | .4     | .1   | 2.7  |

### التصفيات
| السنة   | الفريق       | لعب | بدأ | دقيقة | ميداني% | ثلاثية | حرة  | ارتداد | صنع | استلاب | تصدي | نقطة |
| ------- | ------------ | --- | --- | ----- | ------- | ------ | ---- | ------ | --- | ------ | ---- | ---- |
| 2016    | بوسطن سيلتكس | 5   | 0   | 8.2   | .222    | .200   | .000 | 1.2    | .6  | .0     | .2   | 1.0  |
| المسيرة | المسيرة      | 5   | 0   | 8.2   | .222    | .200   | .000 | 1.2    | .6  | .0     | .2   | 1.0  |

## روابط خارجية
- آر جاي هنتر على موقع إن بي أي (الإنجليزية)
- آر جاي هنتر على موقع سبورتس رفرنس (الإنجليزية)
- آر جاي هنتر على موقع كرة السلة الأوروبية.كوم (الإنجليزية)
- آر جاي هنتر على موقع كلية كرة السلة في سبورتس رفرنس.كوم (الإنجليزية)
- آر جاي هنتر على موقع ريلجم (الإنجليزية)
- آر جاي هنتر على موقع بروبوليرز (الإنجليزية)
- آر جاي هنتر على موقع سبورتس رفرنس (الإنجليزية)
- آر جاي هنتر على موقع سبورتس رفرنس (الإنجليزية)